# Стреляжка
Стреляжка —опустевшая деревня в составе Красногорского сельсовета в Уренском районе Нижегородской области.

## География
Находится на расстоянии примерно 22 километра по прямой на северо-восток от районного центра города Урень.

## История
Деревня основана в середине XIX века переселенцами из деревни Лушмарь. В 1870 году учтено было дворов 8, жителей 43. До 1935 года входила в Ветлужский район. В советское время работал колхоз «Красный путиловец» и «Родина».  В 1956 году 157 жителей, в 1978 32 хозяйства и 103 жителя, в 1994 – 16 хозяйств и 36 жителей. Последние жители выехали в первое десятилетие XXI века.

## Население
Постоянное население  составляло 10 человек (русские 100%) в 2002 году, 0 в 2010 .